# Лагос
Лагос (англ. Lagos, йоруба Èkó) — колишня столиця і найбільше місто Нігерії.
Населення міста становить 16 млн осіб (230 000 в 1950). Лагос є найбільшим містом в Африці за цим показником. Приблизна кількість населення агломерації складає 21 млн осіб.
Спочатку Лагос був невеликим поселенням племені йоруба, за час європейської колонізації і незалежності став найважливішим комерційним центром Нігерії.
Лагос був столицею Нігерії до 12 грудня 1991, потім столиця перемістилася до Абуджі.

## Історія
Колись Лагос був військовим табором членів Бенінського царства, які називали його Еко. Йоруба досі називають місто Еко, що означає «ферма» або «табір». Лагос — назва, що була дана поселенню португальцями і португальською означає «озера».
Нині район Лагосу заселений більш високим відсотком Аворі, які мігрували в область з районів вздовж річки Огун. Протягом всієї історії він був домом для цілого ряду ворогуючих етнічних груп, які оселилися в цьому районі.
1472 року португалець Секвейра висадився тут і назвав цю територію Лагос, що означає «озера». Іншим поясненням назви є те, що Лагос був названий за назвою Лагуш — морського міста в Португалії, яке у той час було головним центром португальських експедицій уздовж африканського узбережжя і чия власна назва походить від латинського слова Lacobriga.
У 1704—1851 Лагос був центром работоргівлі. У 1841 Оба Акітое зійшов на трон в Лагосі і заборонив работоргівлю. Работорговці влаштували бунт і усунули короля, поставивши на трон його брата Оба Касоко, Оба Акітое повернувся з вигнання з англійцями, які допомогли йому повернутися на трон 1851 року і заборонити работоргівлю.
Отримала ця територія новий імпульс після утворення тут британської колонії Лагос 1861 року. Це мало подвійний ефект остаточного придушення работоргівлі і встановлення британського контролю над пальмовою та іншою торгівлею. Решта території сучасної Нігерії була захоплена 1887 року, і, коли в 1914 році було створено Колонію і Протекторат Нігерія, Лагос був проголошений його столицею.
Поряд з мігрантами з усієї Нігерії та інших західноафриканських країн сюди поверталися колишні раби відомі як креоли, які йшли з Фрітауну, Сьєрра-Леоне, Бразилії і Вест-Індії в Лагос. Креольські робітники мали перевагу в західній освіті і мали ширші погляди на світ, тому вони стали основою африканських колоніальних співробітників британської адміністрації. Креоли сприяли модернізації Лагосу і їх знання португальської архітектури все ще можна побачити в архітектурі на Лагос-Айленд.
У Лагосі спостерігалося швидке зростання протягом 1960-х і 1970-х років в результаті економічного буму в Нігерії аж до нігерійської громадянської війни, яку інакше називають Біафрською війною. Лагос був столицею Нігерії з 1914 до 1991 року. Місто було позбавлений свого статусу, коли в спеціально побудованому місті Абуджа був створений Федеральний столичний регіон. 14 листопада 1991, Президія та інші урядові органи, нарешті, переїхали в нове місто, столицю Абуджа. Тим не менше, більшість органів уряду залишалися в Лагосі, доки в Абуджі тривало будівництво.

### Королі (Оба) Лагоса
- Ашпіра (1600—1630)
- Оба Адо (1630—1669)
- Оба Габаро (1669—1704)
- Оба Акінсумоїн (1704—1749)
- Елету Кекере (1749)
- Олугун Кутере (1749—1775)
- Оба Адель Айосан (1775—1780 & 1832—1834)
- Оба Ешілокун (1780—1819)
- Оба Ідеву Оюларі (1819—1832)
- Оба Олуволе (1836—1841)
- Оба Акінтое (1841—1845 & 1851—1853)
- Оба Косоку (1845—1851)
- Оба Досунму (1853—1885)
- Оба Оєкан I[en] Oba Oyekan I (1885—1900)

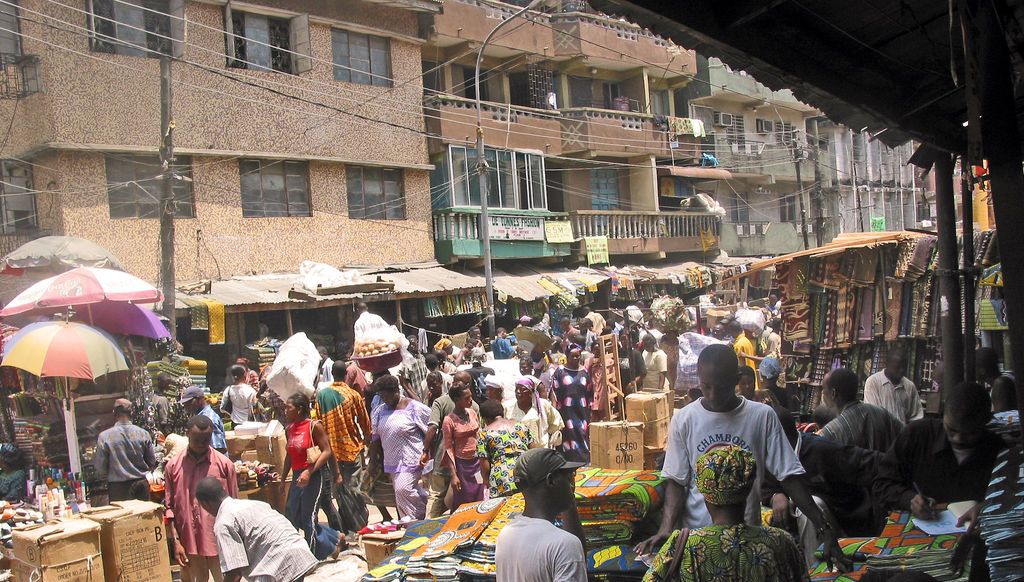
Лагоський ринок

- Оба Ешуґбаї Елеко[en] (1901—1925 & 1932)
- Оба Ібікуне Акітое[en] (1925—1928)
- Оба Санусі Олусі[en] (1928—1931)
- Оба Фалолу Досунму[en] (1932—1949)
- Оба Аденіджі Аделе[en] (1949—1964)
- Оба Адеїнка Оєкан[en] (1965—2003)
- Оба Рілван Акійолу[en] Oba (2003–)

## Географія
Географічні координати Лагоса: 6°27' пн. ш. 3°23' сх. д. Часовий пояс — UTC+1. Загальна площа — 999,6 км².
Місто розташоване на південному-заході Нігерії на островах та на узбережжі затоки Бенін (частина Гвінейської затоки) Атлантичного океану. Місто розташоване на відстані близько 70 км від кордону з Беніном.

### Материковий Лагос
Велика частина населення живе на материку, і більшість індустрії знаходиться теж тут. Лагос славиться своєю музикою і нічним життям, що колись зосереджувалися в районах навколо Яба та Сурулере. В останні роки всі нічні клуби переїхали на острови, що робить їх, зокрема, острів Вікторія, головною принадою нічного життя.
Деякі річки, такі як Бадаґрі-Крік, течуть паралельно узбережжю на деякій відстані перед тим, як виходять через піщані коси в море. Два найбільших міських острови Лагоса в Лагоській затоці — Лагос-Айленд і острів Вікторія. Ці острови відокремлені від материка основним каналом, через який лагуна витікає в Атлантичний океан, утворюючи Лагоську гавань. Острови відокремлені один від одного потоками різної величини і пов'язані з материком мостами. Невеликі відгалуження деяких потоків, однак, були засипані піском і забудовані.

### Лагос-Айленд
Лагос-Айленд містить центральний діловий район. Цей район характеризується висотними будівлями. Острів також містить багато найбільших оптових ринків міста (наприклад, популярні ринки Ідумота і Балогун). Тут також знаходяться Національний музей Нігерії, Центральна мечеть, Меморіальний зал Гловера, Кафедральний собор Христа та Палац Оба. Тут також знаходиться Площа Тінубу, що має історичне значення, оскільки тут в 1914 році відбулася Церемонія об'єднання, яка об'єднала Північний та Південний Протекторати, створивши Нігерію.

### Клімат
Клімат екваторіальний, Середня температура найхолоднішого місяця (серпня) 25 °C, найтеплішого (березня) 28 °C. Є два сезони дощів, з яких сильніший проходить з квітня по липень, а слабший — в жовтні і листопаді. Опадів понад 1800 мм на рік. Існує відносно короткий сухий сезон в серпні і вересні і триваліший сухий сезон з грудня по березень. Основний сухий сезон супроводжується вітрами Харматан з пустелі Сахара, які у період з грудня до початку лютого можуть бути дуже сильними.
| Клімат Лагоса                              | Клімат Лагоса | Клімат Лагоса | Клімат Лагоса | Клімат Лагоса | Клімат Лагоса | Клімат Лагоса | Клімат Лагоса | Клімат Лагоса | Клімат Лагоса | Клімат Лагоса | Клімат Лагоса | Клімат Лагоса | Клімат Лагоса |
| Показник                                   | Січ.          | Лют.          | Бер.          | Квіт.         | Трав.         | Черв.         | Лип.          | Серп.         | Вер.          | Жовт.         | Лист.         | Груд.         | Рік           |
| Абсолютний максимум, °C                    | 35            | 36            | 37            | 37            | 40            | 34            | 34            | 36            | 34            | 36            | 37            | 37            | 40            |
| Середній максимум, °C                      | 31            | 32            | 32            | 32            | 31            | 29            | 28            | 28            | 28            | 29            | 31            | 31            | 30,2          |
| Середній мінімум, °C                       | 23            | 25            | 26            | 25            | 24            | 23            | 23            | 23            | 23            | 23            | 24            | 24            | 23,8          |
| Абсолютний мінімум, °C                     | 17            | 19            | 16            | 21            | 21            | 21            | 20            | 19            | 20            | 21            | 21            | 19            | 16            |
| Середня кількість сонячних годин на місяць | 186           | 196           | 186           | 180           | 186           | 120           | 93            | 93            | 90            | 155           | 210           | 217           | 1912          |
| Норма опадів, мм                           | 28            | 46            | 102           | 150           | 269           | 460           | 279           | 64            | 140           | 206           | 69            | 25            | 1838          |
| Днів з дощем                               | 2             | 3             | 7             | 10            | 16            | 20            | 16            | 10            | 14            | 16            | 7             | 2             | 123           |
| ------------------------------------------ | ------------- | ------------- | ------------- | ------------- | ------------- | ------------- | ------------- | ------------- | ------------- | ------------- | ------------- | ------------- | ------------- |
| Джерело: BBC Weather                       |               |               |               |               |               |               |               |               |               |               |               |               |               |

## Адміністративний устрій
З точки зору адміністрації Лагос не є муніципалітетом, і тому не має загальної міської адміністрації. Муніципалітет Лагос, який охоплює острів Лагос, Ікею та острів Вікторія, а також деякі материкові території, керувався Лагоською міською радою, але вона була розпущена в 1976 році і розділена на кілька місцевих самоврядних територій (МСТ) (в першу чергу МСТ острова Лагос, материкову МСТ Лагосу і МСТ Еті-Оса). Материкова МСТ, з іншого боку, складається з кількох окремих міст і населених пунктів, таких як Мушин, Ікея і Аґеґе. На хвилі нігерійського нафтового буму 1970-х років Лагос пережив демографічний вибух, швидке економічне зростання і явну міграцію сільського населення. Це призвело до швидкого розвитку міст та селищ, що лежали на околиці міста, формуючи таким чином Великий Лагос, метрополію, якою він є і сьогодні.
| МСТ                                                                                           | Площа(в км²) | Населення (2006 рік) | Щільність (осіб на км²) |
| Аґеґе (англ. Agege)                                                                           | 11,2         | 459 939              | 41 071                  |
| Аджеромі-Іфелодун (англ. Ajeromi-Ifelodun)                                                    | 12,3         | 684 105              | 55 474                  |
| Алімошо (англ. Alimosho)                                                                      | 185,2        | 1 277 714            | 6 899                   |
| Амуво-Одофін (англ. Amuwo-Odofin)                                                             | 134,6        | 318 166              | 2 364                   |
| Апапа (англ. Apapa) (місце розташування головного порту Лагосу)                               | 26,7         | 217 362              | 8 153                   |
| Еті-Оса (англ. Eti-Osa)                                                                       | 192,3        | 287 785              | 1 496                   |
| Іфако-Іджає (англ. Ifako-Ijaiye)                                                              | 26,6         | 427 878              | 16 078                  |
| Ікея (англ. Ikeja)                                                                            | 46,2         | 313 196              | 6 785                   |
| Кософе (англ. Kosofe)                                                                         | 81,4         | 665 393              | 8 174                   |
| Лагос-Айленд (англ. Lagos Island) (історичний центр та комерційне ядро Лагоської агломерації) | 8,7          | 209 437              | 24 182                  |
| Материковий Лагос (англ. Lagos Mainland)                                                      | 19,5         | 317 720              | 16 322                  |
| Мушин                                                                                         | 17 5         | 633 009              | 36 213                  |
| Оджо (англ. Ojo)                                                                              | 158,2        | 598 071              | 3 781                   |
| Ошоді-Ісодо (англ. Oshodi-Isolo)                                                              | 44,8         | 621 509              | 13 886                  |
| Сомолу (англ. Somolu)                                                                         | 11,6         | 402 673              | 34 862                  |
| Сурулере (англ. Surulere)                                                                     | 23,0         | 503 975              | 21 912                  |
| Метрополія Лагос                                                                              | 999,6        | 7 937 932            | 7 941                   |

## Населення
1866 року місто налічувало 25000 жителів і займало перше місце серед порівняно невеликих міст. 1901 року було 40 000 мешканців Лагоса, 1911 — 74 000; a в 1965 населення вже сягнуло 665 000 жителів на площі 70 км². Найшвидше зростання міста відбулось відразу ж після шестидесятих років і набуття незалежності Нігерією (14 % на рік). За переписом населення в 1991 була цифра сягала 5,3 млн, Лагоська Державна водна корпорація, вирахувала, що зі споживання води населенням у 1990 році заробила до 7,9 млн дол США. Уряд федеральної землі в штаті Лагос, вказує, що на 1 липня 2009 року місто налічувало 15 500 000 жителів. 2014 року Лагос із 21 млн жителів став найбільшим містом Африки і 7-м у світі.

## Транспорт

### Автошляхи

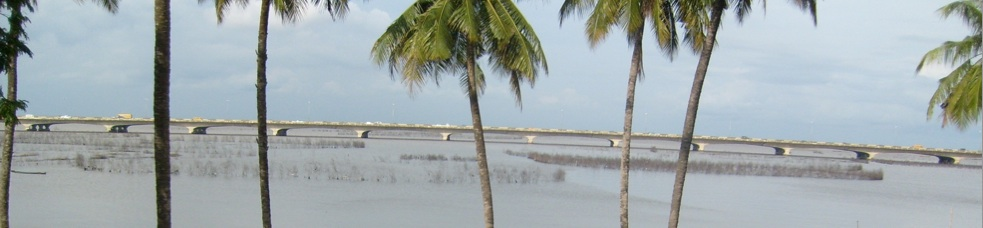
Третій материковий міст — міст що сполучає острів Лагос з материком

У Лагосі закінчуються три Транс-Африканські магістралі: шосе Дакар-Лагос і Транс-Західне Африканське Прибережне шосе (TAH 7, з Дакара і Нуакшота), шосе Алжир-Лагос або Транс-Сахара шосе (TAH 2) і Лагос-Момбаса Шосе (TAH 8). Всі три дороги є частиною Транс-африканської мережі автомобільних доріг. Лагос-Ібадан швидкісний з'єднує місто зі станом Ойо і Лагос-Abeokuta швидкісний зі станом Огун.
За громадський транспорт зони Лагос метрополітен відповідає Транспортна адміністрація (LAMATA). В основному в експлуатації перебувають дизельні автобуси. З 4 червня 2006 року в експлуатацію були введені автобуси системи «Rapid Transit». Система громадського транспорту та інфраструктура, та також технічні удосконалення передбачають більш високий стандарт якості автобусних маршрутів для досягнення нормального обслуговування.

### Аеропорт
Лагос обслуговує Міжнародний аеропорт імені Муртали Мухаммеда, один з найбільших аеропортів в Африці і головні міжнародні повітряні пасажирські ворота Нігерії. Аеропорт розташований в північному передмісті Ікеджа і має термінали для внутрішніх і міжнародних ліній. З пасажиропотоком у 5 млн осіб на рік аеропорт забезпечує майже п'ятдесят відсотків всіх повітряних перевезень Нігерії, причому більшість міжнародних повітряних перельотів здійснюються з Нігерії, а не до Нігерії. Аеропорт недавно піддався модернізації, що включала будівництво нового терміналу.

## Економіка
У Лагосі зосереджена приблизно половина промисловості Нігерії. Він став економічним і політичним центром країни. З 1960 до 1991 був столицею країни. 12 грудня 1991 столиця переїхала до Абуджі. 1967 року, на Лагос припадало 70 % зовнішньої торгівлі Нігерії. У 1970-х роках, після громадянської війни, ця частка збільшилася до 90 %. Гранд Харбор почав втрачати своє значення в експорті нафти і відбувся розвиток інших портів.
Порт Лагосу є провідним портом Нігерії і одним з найбільших і жвавих портів в Африці. Він знаходиться у віданні Нігерійського портового товариства (англ. Nigerian Ports Authority) і поділяється на три основні частини: порт Лагосу, в основному каналі поряд з островом Лагос, порт Апапа (контейнерний термінал) та Тін-Кан-Порт (англ. Tin Can Port), обидва розташовані на річці Бадаґрі (англ. Badagry Creek), яка впадає в порт Лагосу з заходу.
Порт забезпечив обсяги експорту сирої нафти, у тому числі зростання експорту в період між 1997 і 2000 роками. Нафта та нафтопродукти забезпечують 14 % ВВП і 90 % валютних надходжень в Нігерію в цілому.
Місцевий міжнародний аеропорт обслуговує 98 % пасажирів на міжнародних рейсах з країни.
Лагос став промисловим центром країни після 50-х років через політику заміщення імпорту. Перевага міста в гарному зв'язку з іншими частинами країни і з закордоном (найбільший аеропорт і порт в країні). Воно також має високу концентрацію кваліфікованої робочої сили (близько 40 % кваліфікованих зайнятих робітників, живуть у Лагосі), відносно гарна інфраструктура, досить великий внутрішній ринок пов'язаний з важливим ринком Нігерії. Вони організовують ярмарки, що також мають важливе значення.
Лагос має один з найвищих рівнів життя у порівнянні з іншими містами Нігерії, а також в Африці.
Щоправда розвиток стримується через протидію потенційним інвесторам, несприятливу ситуацію з безпекою в місті, брак електроенергії і води, погано структурований баланс відходів тощо. В місті розташована половина нігерійських банків і фінансових установ, інші мають тут відділення. Також тут знаходяться штаб-квартири великих корпорацій. Більшість комерційних та фінансових операцій здійснюється в центральному діловому районі, розташованому на острові. Лагоська фондова біржа була заснована 1961 року і сьогодні є шостою за величиною на континенті.

## Освіта

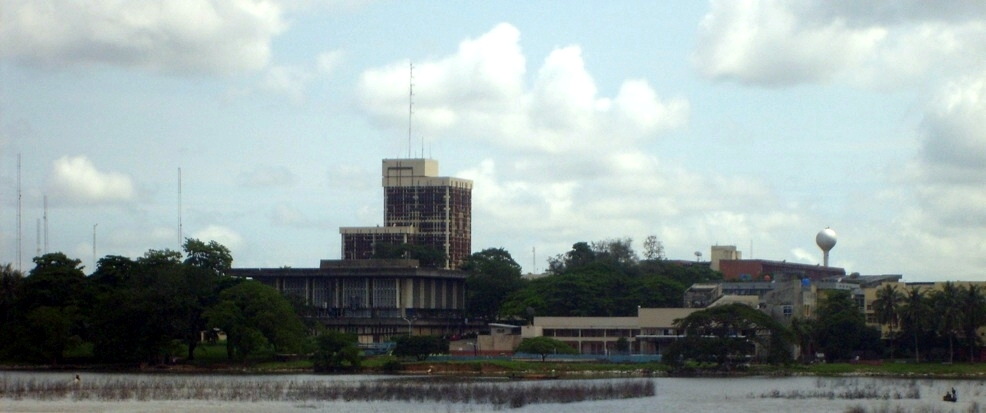
Лагоський університет

Місто є домом для численних університетів, коледжів і технічних шкіл та дослідницьких інститутів. Наступні університети розташовані в Лагосі: Університет Лагоса, Cetep університет, Університет міста Лагос і Пан-африканського університету. Інші важливі освітні та наукові установи включають коледж Ікбобі, Коледж Король, Нігерійський інститут медичних досліджень, Коледж королеви і Вівіан Фаулер Меморіал коледж для дівчаток.
Університет Лагоса є державним університетом. Університет був заснований 1962 року і в наш час[коли?] в ньому навчається 39 000 студентів і 3365 співробітників великих університетів в Нігерії.
Програми структурної перебудови (SAP), яка діяла з 1970-х років, привела до масового скорочення державних витрат у на суспільні потреби, у тому числі у секторі освіти.
Національна бібліотека Нігерії є найбільшою бібліотекою в країні.

## Міста-побратими

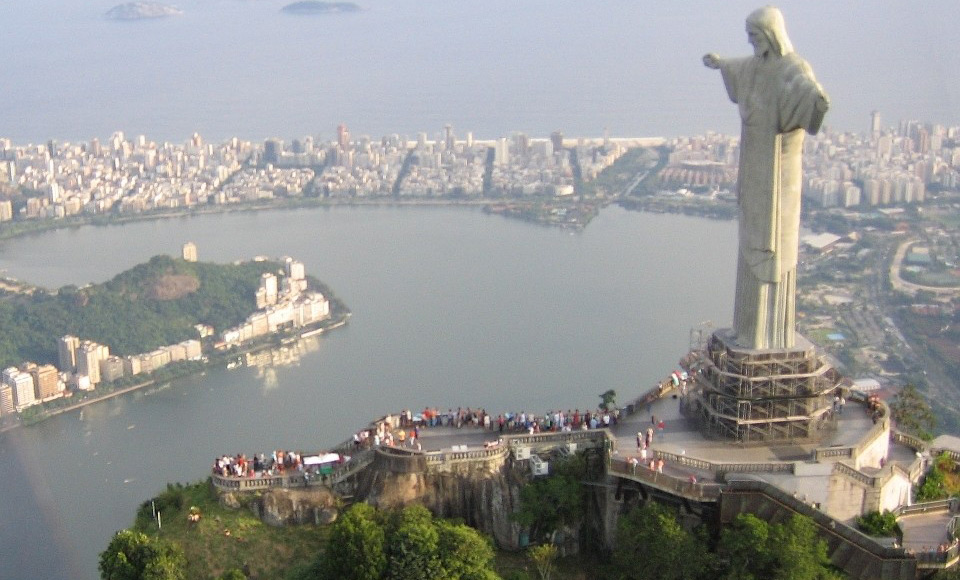
Ріо-де-Жанейро — одне з міст-побратимів Лагоса

Лагос, як і багато сучасних міст має економічні, культурні та інші зв'язки з містами-побратимами. На сьогодні містами-побратимами Лагоса є:
| Країна                   | Місто             |
| ------------------------ | ----------------- |
| США                      | Атланта           |
| Бельгія                  | Брюссель          |
| Румунія                  | Бухарест          |
| Бенін                    | Котону            |
| Південна Корея           | Тегу              |
| Ямайка                   | Монтего-Бей       |
| Велика Британія          | Ньюкасл-апон-Тайн |
| Німеччина                | Нюрнберг          |
| Греція                   | Олімпія           |
| Тринідад і Тобаго        | Порт-оф-Спейн     |
| Ізраїль                  | Раанана           |
| Бразилія                 | Ріо-де-Жанейро    |
| Домініканська Республіка | Сальседо          |
| Австрія                  | Зальцбург         |
| Тайвань                  | Тайбей            |
| Грузія                   | Тбілісі           |
| Франція                  | Тулуза            |
| Японія                   | Фукуока           |

### Уряд і економіка
- Lagos State Government Official Site
- Lagos Chamber of Commerce [Архівовано 3 березня 2011 у Wayback Machine.]
- Lagos State House of Assembly [Архівовано 8 листопада 2018 у Wayback Machine.]
- Lagos State Judiciary Board [Архівовано 24 січня 2005 у Wayback Machine.]
- History

### Освіта
- Lagos Business School [Архівовано 3 листопада 2020 у Wayback Machine.] — Pan-African University

### Враження
- Зачарована Нігерія [Архівовано 14 лютого 2011 у Wayback Machine.]